# Karaikal (district)
Karaikal is een district van het Indiase unieterritorium Puducherry. Het district telt 170.640 inwoners (2001) en heeft een oppervlakte van 160 km². De hoofdplaats is het gelijknamige Karaikal.
Puducherry · Karaikal · Mahé · Yanam